# Nadine Vaujour
Ne doit pas être confondu avec Jamila Vaujour.
Nadine Vaujour, née Nadine Rigon, est une autrice française, connue pour avoir fait évader par hélicoptère son mari, Michel Vaujour, de la prison de la Santé où il purgeait une peine.

## Biographie
Nadine Rigon naît le 25 mai 1954,.
Elle rencontre le braqueur Michel Vaujour en 1980. Il est arrêté pour des attaques à main armée. Elle se marie avec lui en prison en mai 1982 alors qu'elle est enceinte de leur enfant.
Le 26 mai 1986, elle le fait évader par hélicoptère de la prison de la Santé à Paris,,,.
Le couple est interpellé quatre mois après. Michel Vaujour est condamné à 16 ans de réclusion criminelle ; Nadine est condamnée à deux ans d'emprisonnement.
Dans les années 1990, le couple divorce. Ultérieurement, Michel Vaujour se remarie avec Jamila Vaujour.

## La Fille de l'air
Nadine Vaujour publie son histoire en 1989 avec son roman La Fille de l'air.
Le livre est adapté à l'écran également sous le titre La Fille de l'air en 1992 par Maroun Bagdadi où son personnage est interprété par Béatrice Dalle.

## Publication
- Nadine Vaujour, Fille de l'air: roman, Éd. N ° 1 M. Lafon, 1990 (ISBN 978-2-86391-358-1 et 978-2-86391-530-1)